# 岩崎信彦
岩崎 信彦（いわさき のぶひこ、1909年11月7日 - 1987年8月25日）は、日本の経営者。東京都出身。

## 経歴
1933年に東京帝国大学法学部政治学科を卒業し、同年に住友合資に入社。1948年に住友機械工業(のちの住友重機械工業)に転じ、1955年5月に取締役に就任し、1959年11月に常務、1964年5月に専務を経て、1969年6月に副社長に就任し、1970年5月には社長に昇格。1973年11月に会長に就任し、1976年6月には相談役に就任。
1987年8月25日心不全のために死去。77歳没。